# San Martín de Valderaduey
San Martín de Valderaduey est une municipalité espagnole de la communauté autonome de Castille-et-León et de la province de Zamora. En 2021, elle compte 50 habitants.